# Gipsfaser-Platte
Gipsfaser-Platten werden analog zu Gipskartonplatten im Innen- bzw. Trockenbau verwendet. Es handelt sich um mit Fasern armierte Gipsplatten ohne Kartonbeschichtung. Gipsfaserplatten werden nach der Norm DIN EN 15283-2 produziert und finden Anwendung in den Bereichen Boden, Wand und Decke. Insbesondere Systemböden aus Gipsfaser erfreuen sich erhöhter Beliebtheit in Bürogebäuden, Verkaufsräumen oder in der Altbausanierung.
Gipsfaserplatten weisen ein gutes Brandschutzverhalten auf. Am häufigsten werden sie als Baustoffklassen A1 und A2 „nicht brennbar“ nach DIN 4102 oder als A1 und A2,s1-d0 nicht brennbar nach EN 13501-1 eingestuft. Für Fußbodensysteme wird häufig die Baustoffklasse A1 benötigt, um einen ausreichend geringen Eintrag zur Brandlast zu erreichen.
Durch die Armierung mit Glas- oder Zellulosefasern sind sie stabiler als 12,5-mm-Gipskartonplatten. Haupthersteller im deutschen Markt sind Knauf Gips KG, James Hardie (Fermacell) und Saint-Gobain Rigips (Rigidur).
Gipsfaserplatten werden in vielen gängigen Maßen hergestellt. Am häufigsten sind die Maße 100 cm × 150 cm, 60 × 120 cm und 60 × 60 cm anzutreffen. Für die industrielle Weiterverarbeitung können Gipsfaserplatten bis zu einem Format von ca. 126 × 305 cm und bis zu einer Stärke von 42 mm produziert werden. Für den Wandbereich ist eine typische Stärke zwischen 10 und 18,5 mm. Im Bodenbereich ist eine typische Stärke zwischen 25 und 40 mm. Bei Estrichelementen aus diesem Material sind zwei Platten um 5 cm versetzt verklebt, in der Regel beträgt dieser Versatz allerdings die halbe Plattenbreite. Diese Elemente haben meist Dimensionen von etwa 50 cm × 100 cm und 60 × 120 cm.
Gipsfaserplatten haben eine Zulassung bis zur Wassereinwirkungsklasse W1-i / mäßig. Dadurch können sie ohne weitere Imprägnierung im häuslichen Nassbereich Anwendung finden. Im Bereich der Dusche ist ein Abstand von 100 cm zum Duschkopf einzuplanen.
Hochverdichtete Gipsfaserplatten mit einer Dichte von ≥ 1500 kg/m³ sind ab einer entsprechenden Stärke sogar kugelsicher.